# 宋茜
宋茜（1987年2月2日—），藝名Victoria，中国大陸女演員、歌手，為韓國女子團體f(x)成員，隊內擔任隊長、副唱及主舞。2015年在中國成立個人工作室，並將重心著重於中国大陸。2019年9月5日，與SM娛樂合約到期不續約，此后以宋茜工作室为主体经营个人事业。

## 早年生活
宋茜出生于山东省青岛市，是家中独女，父母都是普通工人；小时候因为家离学校远，宋茜便住在外公外婆家，通勤比较方便。
10岁开始学习舞蹈，1999年考入北京舞蹈学院附中。2005年，宋茜以文化课与专业双优的成绩保送「舞蹈家的摇篮」-北京舞蹈学院，专攻中国民族民间舞系，学习藏族、蒙古族、维吾尔族等民族舞，多次随北京舞蹈学院进行国内外交流，登台表演。2006年8月，在第八届桃李杯舞蹈比赛中以作品《红珊瑚（山东秧歌）》获得群舞组一等奖。
2007年9月，在北京市舞蹈大赛上以现代舞《画聆》获得一等奖，彝族群舞《花腰新娘》获得二等奖，在此次比赛中，宋茜被韓國SM娛樂星探发掘；12月，宋茜开始了为期两年的练习生生活，学习语言和HipHop舞蹈，同时进行演戏、歌唱、舞蹈等训练。

## 演艺生涯

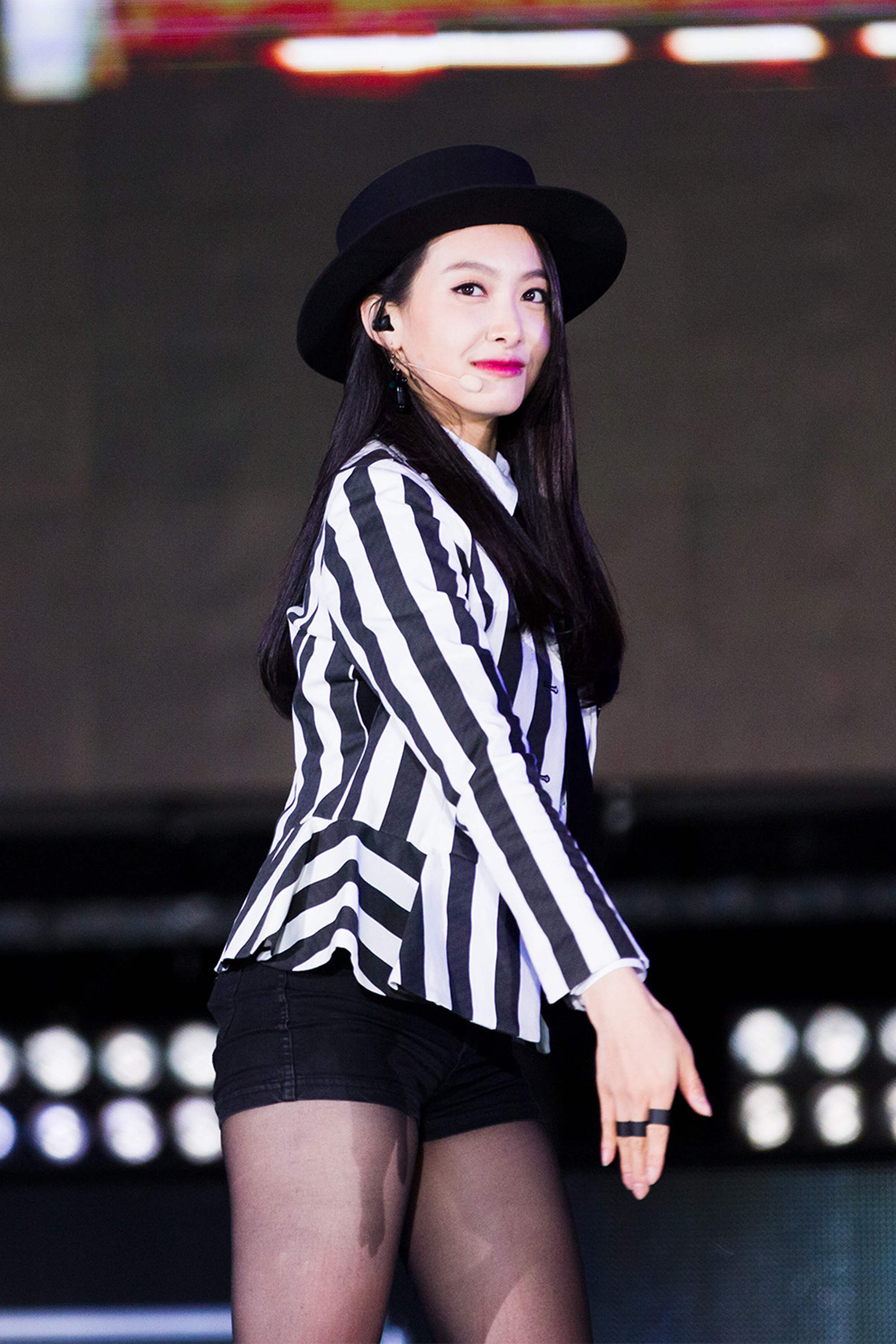
2015年10月25日，宋茜與組合f(x)出席濟州島韓流慶典演唱會。

### 早期生涯
2008年3月，出道前的宋茜曾出演由Rain演唱的北京奥运会火炬传递主题曲《Any Dream》MV；5月，宋茜开始在亚洲作为广告模特和演员展开活动；8月20日，宋茜在北京奥林匹克公园参加奥运宣传活动，为中国奥运健儿加油；同年，宋茜先后出演歌曲《姐姐真漂亮（页面存档备份，存于）》、《U（页面存档备份，存于）》、《某一天心诉说着（页面存档备份，存于）》等MV。

### 2009年－2011年：f(x)出道、积极出演综艺节目
2009年9月，作為f(x)組合以歌手身份出道，在组合中担任隊長、主舞。出道初期，由于f(x)知名度不高、成员们还未成年，对韩语还生疏的宋茜积极参加了各种综艺节目，因为外国人的身份受到不少韩国观众的关注，f(x)渐渐为人所熟悉。
2010年6月，以固定嘉宾身份出演KBS 2TV農村實境綜藝節目《青春不敗》。同时，與韓國男子流行音樂團體2PM的成員之一Nichkhun共同在MBC實境綜藝節目《我們結婚了》中演出，並飾演一對假想夫婦，在韓國被稱為「Khuntoria夫婦」；在中國被稱為「維尼夫婦」，該名字來自兩人的名字Nichkhun和Victoria的首個字母。同年年底在《MBC演藝大獎》一起獲選綜藝部最佳人氣獎。2011年12月31日，两人与节目中其他假想夫妇一起在《MBC歌谣大战》中担任主持人，维尼夫妇更特别与湖南卫视跨年演唱会进行连线采访。

### 2012年－2014年：初入影視、节目主持
2012年1月5日，受邀出演由中國上海辛迪加影視有限公司和台灣八大電視股份有限公司聯合製作的偶像劇《愛情闖進門》，並首次擔當女主角。8月27日，《愛情闖進門》正式開播，獲得同時段收視率居首位的成績。12月31日，宋茜憑著飾演沈雅音一角於《2012國劇盛典》上獲頒「最佳新人女演員」。
2013年8月，搭档金素恩主持韓國时尚综艺《Glitter》。；12月，受导演李少红之邀，參演了民国悬疑剧《繭鎮奇缘》，飾演古灵精怪的女主角杜春曉。
2014年6月，主持江苏卫视访谈综艺节目《最强天团》；9月，搭檔車太賢出演个人首部电影《我的新野蛮女友》，饰演新一代的野蛮女友“星星”。

### 2015年－2016年：中国真人秀、成立個人工作室、主攻影视
2015年2月，参加东方卫视明星旅行节目《花样姐姐》，这也是宋茜在中国的首个真人秀节目。
2015年5月29日，中國大陸社交網站微博傳出宋茜單方面向韓國經紀公司SM娛樂提出解約的消息，震驚樂迷。不過5月30日，SM娛樂隨即鄭重否認宋茜提出解約的傳聞，同時表示將為宋茜開設工作室並全力支持她在中國國內的活動，而工作室隸屬於SM娛樂，SM娛樂和宋茜仍然保持經紀全約。6月27日，SM娛樂表示宋茜确实已经在中国成立了个人工作室，宋茜会以工作室的形式和贾士凯合作，但宋茜依旧是SM娛樂旗下艺人，韩国地区的工作也继续由SM娛樂打理。因應宋茜未来会大大增加在中国各种演艺事业的活动，中韩双方決定，会好好协调宋茜的行程安排。
2015年7月17日，远赴英國倫敦參與電影与舒淇、冯绍峰合作出演的青春爱情片《我最好朋友的婚禮》中國版；8月12日，參加於北京舉行的古装玄幻剧《幻城》的開機發布會啟動儀式，為宋茜首次拍攝的古裝劇；12月21日，主演的都市励志剧《美丽的秘密》播出，剧中宋茜饰演坚强的草根女孩姜美丽；该剧全国网收视以3.98%的成绩成功破3，获得全国网、城市网收视双冠。同时，宋茜更为该剧演出主题曲《星星泪》，这同时也是宋茜个人第一支中文单曲。
2016年4月22日，主演的喜剧爱情片《我的新野蛮女友》上映，献声推广曲《I Believe》；4月29日，凭借《美丽的秘密》入围华鼎奖中国当代题材电视剧最佳女演员奖；7月24日，主演的古装玄幻剧《幻城》播出，在剧中饰演为爱而生的梨落，并演唱角色插曲《梨落》，该剧双网收视均位列暑期同时段第一，网播量超过200亿；8月5日，主演的青春爱情片《我最好朋友的婚礼》上映，片中饰演富家千金孟薏萱，并凭借该剧入围澳门国际电影节最佳女配角；12月16日，古装玄幻片《古剑奇谭之流月昭明》开拍，饰演冷静严谨、洞察力敏锐的闻人羽；12月，凭借电视剧《幻城》获得国剧盛典年度最具人气女演员奖。

### 2017年：跨界综艺、戏剧演出
1月20日，搭档王祖蓝和王源固定出演浙江卫视原创室内竞技真人秀节目《王牌對王牌第二季》，在节目中担任特工，并演唱节目主题曲《王牌对王牌》；4月，搭档贾乃亮担任浙江卫视室内竞技真人秀节目《来吧冠军第二季》的队长；6月12日，搭档黄晓明主演的古装神话言情剧《上古情歌》在东方卫视周播，饰演天真善良的木青寞；8月，担任湖南卫视原创女性深度文化体验节目《我们来了》固定嘉宾；9月6日，爱情奇幻剧《结爱·千岁大人的初恋》在泰国曼谷开机，饰演平凡善良的报社实习生关皮皮。

### 2018年：新专辑预热单曲《屋顶着火》、《结爱·千岁大人的初恋》播出
1月24日，爱情都市剧《山月不知心底事》于深圳开机，饰演女总裁向远；3月，以唯一的女性热血召集人身份加盟《热血街舞团》，并与陈伟霆同组火锅战队；同月，发行专辑预热单曲《屋顶着火》；5月9日，其主演的爱情奇幻剧《结爱·千岁大人的初恋》在腾讯视频以网剧形式播出，播出期间宋茜更是连续25次登上Vlinkage榜单的冠军；7月6日，宋茜首次携带新曲《屋顶着火》亮相于《奔跑吧嘉年华》舞台；7月31日，都市情感话题剧《下一站是幸福》正式开拍，饰演职场女强人贺繁星；10月1日，其主演的电影《古剑奇谭之流月昭明》正式于国庆档上映，该片也是中国首部游戏改编电影。

### 2020年：新专辑《VICTORIA》正式發行、《下一站是幸福》、《他其實沒有那麼愛你》播出
2020年1月26日，宋茜主演的电视剧《下一站是幸福》正式播出。5月16日，宋茜首張同名專輯《VICTORIA》正式開啓預售，并成爲2020年最快突破「鑽石唱片」等級認證的華語女歌手。5月2日起受邀成為選秀節目《創造營2020》的節目導師，因宋茜一直為人熟知的舞蹈實力，在節目中宋茜主要擔任舞蹈教練。10月14日，成為第13屆《中國金鷹電視藝術節》的金鷹女神，因2年票選一次，也被認為是金鷹獎的代言人。

### 2021年：《陌生的戀人》、《心跳源計劃》播出
2021年初，歷時四個多月完成拍攝古裝大劇《風起洛陽》於3月25全劇正式殺青，於同年12月1日正式播出，同年7月《陌生的戀人》、《心跳源計畫》播出。

## 音樂作品

### 正規專輯
| 專輯# | 專輯資料 | 曲目 |
| 1st   | 《VICTORIA》 - 發行日期：2020年5月19日 - 唱片公司：霍爾果斯悅凱音樂文化傳媒有限公司、上海宋茜影視文化工作室 - 語言：中文、英文 | 曲目 1. Good Stuff 2. Up To Me 3. 懷念 4. I Miss You 5. Perfect Liar 6. Blame On You 7. 官能支配 8. 對角線 9. Broken Wings 10. 屋頂著火 |

### 數位單曲
| 單曲# | 單曲資料                                            | 曲目        |
| 1st   | 《屋頂着火》 - 發行日期：2018年3月13日 - 語言：中文 | 1. 屋頂着火 |

### 音樂原聲帶
| 年份   | 發布日期 | 歌曲           | 戲劇 / 遊戲                        | 合作藝人                                             |
| ------ | -------- | -------------- | ---------------------------------- | ---------------------------------------------------- |
| 2015年 | 12月11日 | 《星星淚》     | 電視劇《美麗的秘密》主題曲         | 不適用                                               |
| 2015年 | 12月30日 | 《親愛的小孩》 | 電視劇《美麗的秘密》插曲           | 不適用                                               |
| 2016年 | 4月12日  | 《I believe》  | 電影《我的新野蠻女友》             | 不適用                                               |
| 2016年 | 7月24日  | 《梨落》       | 電視劇《幻城》人物主題曲           | 不適用                                               |
| 2016年 | 10月27日 | 《九龍訣》     | 手游《完美世界遮天》主題曲         | 不適用                                               |
| 2016年 | 11月21日 | 《桃花源》     | 網游《桃花源記2》主題曲            | 不適用                                               |
| 2017年 | 2月8日   | 《王牌对王牌》 | 綜藝《王牌对王牌》第二季主題曲     | 王祖藍、王源                                         |
| 2017年 | 7月31日  | 《你是偶像》   | 綜藝《我们来了》第二季主題曲       | 關之琳、蔣欣、陳妍希、 沈夢辰、唐藝昕、 汪涵、吳秀波 |
| 2019年 | 6月17日  | 《心動的信號》 | 綜藝《心動的信號》第二季主題曲     | 不適用                                               |
| 2019年 | 8月20日  | 《練習當朋友》 | 電視劇《山月不知心底事》片頭曲     | 歐豪                                                 |
| 2020年 | 8月17日  | 《我要你的愛》 | 電視劇《他其實沒有那麼愛你》宣傳曲 | 盧靖姍、張佳寧、李純                                 |

### 客串專輯
| 年份   | 歌曲                     | 專輯       | 歌手 |
| ------ | ------------------------ | ---------- | ---- |
| 2014年 | 《愛上你（Loving You）》 | 《Rewind》 | 周覓 |

### MV演出
| 年份   | 歌曲                                                   | 歌手           |
| ------ | ------------------------------------------------------ | -------------- |
| 2008年 | 《某一天心訴說著（Let It Go）（页面存档备份，存于）》  | 安七炫         |
| 2008年 | 《姐姐太美了（Replay）（页面存档备份，存于）》         | SHINee         |
| 2008年 | 《Any Dream》                                          | Rain           |
| 2008年 | 《U（页面存档备份，存于）》                            | Super Junior-M |
| 2010年 | 《內心冰冷的男子（Let You Go）（页面存档备份，存于）》 | TRAX           |
| 2010年 | 《愛頻率（页面存档备份，存于）》                       | 安七炫         |
| 2011年 | 《窗（Blind）（页面存档备份，存于）》                  | TRAX           |
| 2012年 | 《Mr.Simple（LG VER.）》                               | Super Junior   |
| 2014年 | 《愛的獨白 （页面存档备份，存于）》                    | 張力尹         |
| 2014年 | 《我一個人（页面存档备份，存于）》                     | 張力尹         |
| 2019年 | 《NO LOVE（页面存档备份，存于）》                      | 羅志祥         |

## 影視作品

### 電視劇
| 首映年份 | 電視劇名稱              | 角色          | 備註                       |
| -------- | ----------------------- | ------------- | -------------------------- |
| 2012年   | 《愛情闖進門》          | 沈雅音        |                            |
| 2014年   | 《對我而言可愛的她》    | 頒獎人        | [ 註 1 ]                   |
| 2015年   | 《美麗的秘密》          | 姜美麗        |                            |
| 2016年   | 《幻城》                | 梨落          |                            |
| 2017年   | 《幻城凡世》            | 梨落          | 網絡劇，客串（第13、16集） |
| 2017年   | 《上古情歌》            | 木青寞/宣陽婼 |                            |
| 2018年   | 《繭鎮奇緣》            | 杜春曉        | 2014年拍攝                 |
| 2018年   | 《結愛·千歲大人的初戀》 | 關皮皮        |                            |
| 2019年   | 《山月不知心底事》      | 向遠          |                            |
| 2020年   | 《下一站是幸福》        | 賀繁星        |                            |
| 2020年   | 《他其实没有那么爱你》  | 孫藝荷        |                            |
| 2021年   | 《陌生的恋人》          | 羅芊怡/宋小冬 | 網絡劇                     |
| 2021年   | 《心跳源計劃》          | 裘佳寧        |                            |
| 2021年   | 《风起洛阳》            | 武思月        | 網絡劇                     |
| 2022年   | 《亲爱的生命》          | 杜帝          |                            |
| 2022年   | 《谁都知道我爱你》      | 何笑然        |                            |
| 2023年   | 《温暖的甜蜜的》        | 南飞          |                            |
| 2024年   | 《我们的翻译官》        | 林西          |                            |
| 2024年   | 《另一种蓝》            | 陈小满        |                            |
| 待播出   | 《山河枕》              |               |                            |

### 電影
| 首映年份 | 電影名稱               | 角色          | 备注     | 票房                   |
| -------- | ---------------------- | ------------- | -------- | ---------------------- |
| 2016年   | 《我的新野蠻女友》     | 星星          | 女主角   | 国内累计票房3419.4万元 |
| 2016年   | 《我最好朋友的婚禮》   | 孟薏萱        | 女二     | 国内累计票房3744.9万元 |
| 2017年   | 《反轉人生》           | 任姗姗        | 特别演出 | 国内累计票房6951.0万元 |
| 2017年   | 《縫紉機樂隊》         | 茜茜          | 客串     | 国内累计票房4.567亿元  |
| 2018年   | 《古劍奇譚之流月昭明》 | 闻人羽        | 女主角   | 国内累计票房1411.9万   |
| 2021年   | 《革命者》             | 陈招娣/陈秀娟 | 客串     |                        |
| 2023年   | 《保你平安》           | 韩露          |          |                        |
| 2025年   | 《星河入夢》           | 李思蒙        | 女主角   |                        |

## 综艺节目

### 固定出演
| 日期                         | 電視台   | 節目名稱                  | 備註                                    |
| ---------------------------- | -------- | ------------------------- | --------------------------------------- |
| 2010年3月27日－10月9日       | SBS      | 《Star King》             | 固定嘉賓                                |
| 2010年6月18日－12月24日      | KBS2     | 《青春不敗》              | 第33-58集（页面存档备份，存于）         |
| 2010年6月26日－2011年9月17日 | MBC      | 《我們結婚了》            | 第38-101集，維尼夫婦                    |
| 2013年7月14日－7月28日       | 湖北衛視 | 《我的中國星》            | 評委                                    |
| 2015年3月15日－4月12日       | 東方衛視 | 《花樣姐姐 (中國版)》     | 第1-5期（页面存档备份，存于），土耳其站 |
| 2017年1月20日－4月7日        | 浙江衛視 | 《王牌對王牌》            | 第二季（页面存档备份，存于），特工      |
| 2017年5月7日－7月23日        | 浙江衛視 | 《來吧冠軍》              | 第二季（页面存档备份，存于），隊長      |
| 2017年8月4日－10月20日       | 湖南衛視 | 《我們來了》              | 第二季（页面存档备份，存于），固定嘉賓  |
| 2018年3月17日－6月9日        | 愛奇藝   | 《熱血街舞團》            | 熱血召集人                              |
| 2018年10月21日－2019年1月6日 | 東方衛視 | 《中國夢之聲·下一站傳奇》 | 傳奇創始人（女生戰隊）                  |
| 2019年6月19日－8月20日       | 騰訊視頻 | 《心動的信號2》           | 心動觀察團成員                          |
| 2020年1月23日－2月28日       | 湖南衛視 | 《我家那閨女》            | 第二季，成员                            |
| 2020年5月2日－ 7月4日        | 腾讯视频 | 《创造营2020》            | 導師，主持                              |
| 2023年5月28日                | 腾讯视频 | 《五十公里桃花塢》        | 新塢民                                  |

## 電台
- 2014年：MBC《偶像本色》（5月3日、12月27日）

## 書籍著作
| 出版日期       | 書名                                                  | 出版公司       | ISBN                   |
| -------------- | ----------------------------------------------------- | -------------- | ---------------------- |
| 2012年11月29日 | 《Victoria's HongMa（Hongkong & Macau）》（韓語版本） |                | ISBN 978-89-01-15254-7 |
| 2013年10月1日  | 《宋茜的港澳隨筆》（簡體中文版本）                    | 化學工業出版社 | ISBN 978-71-22-18499-3 |

## 獎項

### 大型頒獎典禮獎項
| 年份   | 名稱                               | 獎項                           | 作品                 | 結果 |
| ------ | ---------------------------------- | ------------------------------ | -------------------- | ---- |
| 2010年 | MBC演藝大賞                        | 綜藝部門最佳人氣獎             | 《我們結婚了》       | 獲獎 |
| 2012年 | 第4屆國劇盛典                      | 最佳新人女演員獎               | 《愛情闖進門》       | 獲獎 |
| 2014年 | 第14屆音樂風雲榜年度盛典           | 微博票選年度人氣王             |                      | 獲獎 |
| 2014年 | 第22屆World Music Awards           | 全球最佳女藝人獎               |                      | 提名 |
| 2014年 | 第22屆World Music Awards           | 年度最佳藝人獎                 |                      | 提名 |
| 2014年 | 第22屆World Music Awards           | 最佳現場表演獎                 |                      | 提名 |
| 2015年 | 愛奇藝尖叫之夜年度盛典             | 亞洲人氣獎                     |                      | 獲獎 |
| 2015年 | 搜狐时尚盛典                       | 年度人氣女明星獎               |                      | 獲獎 |
| 2016年 | 明星權力榜年度盛典                 | 内地最具人氣女演員獎           |                      | 獲獎 |
| 2016年 | 明星權力榜年度頒獎盛典             | 內地最具女演員獎               |                      | 獲獎 |
| 2016年 | 聚星之美盛典                       | 全能女神獎                     |                      | 獲獎 |
| 2016年 | 第19屆華鼎獎                       | 最佳新銳演員獎                 | 《美麗的秘密》       | 提名 |
| 2016年 | 第19屆華鼎獎                       | 中國當代題材電視劇最佳女演員獎 | 《美麗的秘密》       | 提名 |
| 2016年 | 粉絲嘉年华                         | 明星勢力榜年度人物獎           |                      | 獲獎 |
| 2016年 | 移動視頻風雲盛典                   | 傳播影響力人物獎               |                      | 獲獎 |
| 2016年 | 樂視生態之夜                       | 年度最具潛力演員獎             |                      | 獲獎 |
| 2016年 | 愛奇藝尖叫之夜                     | 年度最具人氣演員獎             | 《幻城》             | 獲獎 |
| 2016年 | 第8屆澳門國際電影節                | 最佳女配角獎                   | 《我最好朋友的婚禮》 | 提名 |
| 2017年 | 2017微博之夜                       | 年度突破演員獎                 |                      | 獲獎 |
| 2017年 | 第9屆國劇盛典                      | 年度最具人氣女演員獎           | 《幻城》             | 獲獎 |
| 2019年 | 2018微博之夜                       | 微博年度人氣藝人               |                      | 獲獎 |
| 2019年 | 2019時尚COSMO美麗盛典              | 傳承夢想年度人物獎             |                      | 獲獎 |
| 2020年 | 第11屆國劇盛典                     | 年度飛躍榮譽女演員             |                      | 獲獎 |
| 2020年 | 第13屆中國金鷹電視藝術節           | 金鷹女神                       | 《下一站是幸福》     | 獲獎 |
| 2020年 | 第30屆中國電視金鷹獎               | 觀眾喜愛的女演員               | 《下一站是幸福》     | 提名 |
| 2020年 | 2020騰訊視頻星光大賞               | 2020年度突破人物               |                      | 獲獎 |
| 2023年 | 2023 BAZAAR ICONS 时尚芭莎年度派对 | 年度突破 ICON                  |                      | 獲獎 |

### 綜合類獎項
| 年份   | 獎項                                          |
| ------ | --------------------------------------------- |
| 2013年 | - 百度搜索風雲榜－年度十大熱搜藝人獎 － 第3位 |

### 舞蹈獎項
| 年份   | 榮譽                                                                                                   |
| ------ | --- |
| 2006年 | - 第八屆桃李杯舞蹈比賽 民族民間舞群舞組一等獎 紅珊瑚 （獲獎）                                          |
| 2007年 | - 北京市舞蹈大賽 民族民間舞群舞組一等獎 画聆 （獲獎） - 北京市舞蹈大賽 民族民間舞群舞組二等獎 花腰新娘 |

### 其他榮譽
| 年份   | 榮譽                                                                                        |
| ------ | ------------------------------------------------------------------------------------------- |
| 2011年 | - 搜狐娛樂 全球最美麗50人 （獲獎）                                                          |
| 2012年 | - 第五屆偶像運動會 女子擊劍冠軍 （獲獎） - 音乐风云榜 华语女歌手完美五官票选第一 （獲獎）   |
| 2013年 | - TC Candler 全球“百大最美臉孔女星” － 第80位 - 百度搜索風雲榜－年度十大熱搜藝人獎 － 第3位 |
| 2014年 | - 百度史記 年度十大人氣王 － 第7位                                                          |
| 2015年 | - 百度 2014年十大人氣藝人 － 第4位                                                          |
| 2019年 | - 2019年福布斯中國名人榜 － 第41名                                                          |
| 2020年 | - 2020年福布斯中國名人榜 － 第14名                                                          |

## 社會活動
2012年11月1日，宋茜参加了在北京昌平雨竹学校举行的CJ集团携手韓國SM娛樂有限公司打造的农民工子弟音乐课堂活动。此次活动是为纪念中韩建交20周年而举办的活动之一，也是中国友好和平发展基金会“CJ CGV和谐基金”创立以来举办的首次公益活动。
2014年12月21日，宋茜在SMTOWN Coex Artium开办跳蚤市场，进行慈善义卖活动，并将当天所有收入捐献给了联合国儿童基金会。
2015年4月27日，宋茜携同《美丽的秘密》剧组发起“美丽童年的秘密”关爱听障儿童公益众筹项目，为听障儿童定制专属于自己的故事绘本，所得收益捐赠给中国聋儿康复研究中心，用于听障儿童救助；4月30日，宋茜在联合国儿童基金会网站拍卖由自己亲手制作的人偶“宋宋”，并将拍卖所得的所有款项捐助给联合国儿童基金会，用于救济儿童；6月，宋茜通过参与联合国儿童基金会“帮助尼泊尔儿童”公益手链慈善项目，为尼泊尔贫困儿童筹集善款；10月2日，宋茜参与在首尔江南区三成洞COEX举行的首尔综合艺术学校明星私人物品竞拍及慈善义卖会，当日所得资金全部捐给TGC江南文化基金，用以帮助社会弱势群体。
2016年9月3日，宋茜参加时尚芭莎联合一直播推出的公益直播《画出生命线》活动，在线直播筹集善款963万金币，约合人民币9.63万元；9日，宋茜参加芭莎明星慈善夜，与现场嘉宾一同为爱开拍，助力慈善。
2018年2月2日，宋茜生日当天携手芭莎公益慈善基金创立“宋茜爱心舞蹈教室”長期公益项目，至今仍持續为山村的孩子们送去丰富的艺术类美育教育资源。3月11日，宋茜在2017 BAZAAR明星慈善夜上捐赠10辆的芭莎爱心救护车被证实即将启程到内蒙古自治区，为需要的人送去温暖和保障。

### 公益稱號
| 年份   | 名稱                     |
| ------ | ------------------------ |
| 2017年 | 智联招聘公益大使         |
| 2017年 | Mobile绿色骑行大师       |
| 2019年 | 中国科普月前沿大使       |
| 2019年 | 绿地毯行动大使           |
| 2019年 | 传统村落守护大使         |
| 2019年 | 罕见病日推广大使         |
| 2020年 | 微风计划守望行动爱心大使 |
| 2020年 | 传统村落守护大使         |
| 2020年 | 罕见病日推广大使         |
| 2020年 | WWF明星志愿者            |
| 2020年 | 联合国环境署名人伙伴     |
| 2021年 | 罕见病日推广大使         |
| 2021年 | 冬梦推广大使             |

## 備註

## 外部連結
- 宋茜的新浪微博（简体中文）
- 宋茜的Instagram帳戶
- 宋茜的抖音账号
- 宋茜的小红书账号
- 宋茜在时光网上的簡介（简体中文）
- 宋茜在香港影庫上的簡介